# Gergithus okinawanus
Gergithus okinawanus är en insektsart som beskrevs av Matsumura 1936. Gergithus okinawanus ingår i släktet Gergithus och familjen sköldstritar. Inga underarter finns listade i Catalogue of Life.